# Мігель де Сервантес
Міге́ль (Міґе́ль) де Серва́нтес Сааве́дра (ісп. Miguel de Cervantes Saavedra, locally [miˈɣel de θerˈβantes saˈβeðɾa]; 29 вересня 1547 — 22 квітня 1616) — іспанський новеліст, драматург і поет, класик світової літератури («Галатея», «Дон Кіхот», «Мандри Персилеса та Сигізмунда», «Прикладні новели»). Відомий, насамперед, як автор роману «Дон Кіхот», який багато критиків називають першим сучасним романом та одним із найкращих творів світової художньої літератури.

## Життєпис

### Дитинство і юність
Інформація про життя Сервантеса часто суперечлива, її важко зібрати. Тому що, за словами Еміля Шасла: " його смерть в 1616 році залишилася без належної уваги (…). Протягом всього XVII століття ніхто не попіклувався ні його могилою, ні повним виданням його творів." До того як лорд Картерет виявив, що життєпис Сервантеса має бути написано, навіть сто років після смерті Сервантеса не було відоме місце його народження. Проте багато біографів, які взялися за написання життєпису Сервантеса висловили помилкові гіпотези, перекладачі вдалися до шахрайств, а довірливі сприйняли буквально автобіографічні оповіді автора.
Вважають, що Мігель де Сервантес Сааведра народився в місті Алькала-де-Енарес. Припускають, що він народився 29 вересня, у день Архангела Михаїла, і за традицією отримав ім'я святого. Мігель де Сервантес був хрещений у місті Алькала-де-Енарес, у парафіяльній церкві святої Марії.
Його бабусею та дідусем по батькові були Хуан де Сервантес, адвокат, і Леонор де Торребланка, дочка Хуана Луїса де Торребланка, лікаря кордовського лікаря. Його батька звали Родріго де Сервантес, за походженням із Кордови, він працював хірургом. За словами Жана Бабелона: "Він був некваліфікованим і нужденним лікарем, який практикував під час своїх частих мандрів", що пояснює чому Мігель отримав неметодичну освіту. Походження та релігія його предків суперечливі. За словами Америко Кастро та Даніеля Ейзенберга, предки двох гілок родини Сервантеса були навернені в християнство. Жан Канаваджо виступає проти такого аналізу. Він наполягає на тому, що факт єврейського походження "не доведено" і порівнює Сервантеса з Матео Алемана, для якого походження задокументоване. Однак в Іспанії суперечка виходить за історичних межі і у вищій мірі заполітизоване: народження Сервантеса, найбільш емблематичного письменника Іспанії, має місце відразу після указу про вигнання євреїв з Іспанії. Однак не варто перебільшувати його вплив на розуміння творчості Сервантеса.
"Його підозрювали, його все ще підозрюють в тому, що він мав підозріле походження. Написано, навіть, правдоподібні книжки, начинені кабалістичними інтерпретаціями. Деякі його висловлювання прочитані на івриті, біблійні натяки, незважаючи на все ми впевнені в одному нехай Сервантес і мав маранське походження, але він не знав жодного слова на івриті." - Мішель де Кастільйо.
Його мати звали Леонор де Кортінас, про яку відомо мало. У Сервантеса були брати Андрес, Родріго і Хуан, сестри Андреа, Луїса і Магдалена.

Слід звернути увагу, що прізвище «Сааведра» не з'являється в жодному ранньому документі Сервантеса. Це прізвище не використовується і його братами й сестрами. Від народження Сервантес мав би носити ім'я «Мігель де Сервантес Кортінас». Він почав використовувати прізвище «Сааведра» лише після того, як повернувся з алжирського полону, можливо для того, щоб відрізнятися від Мігеля де Сервантеса де Кортінас, якого вигнали з королівського двору.
У 1551 році Родріго де Сервантес зі своєю сім'єю переїхав до Вальядоліда. Через борги він був ув'язнений на декілька місяців. У 1556 році він направився до Кордови, щоб отримати спадок Хуана де Сервантеса, дідуся майбутнього письменника, а також щоб втекти від кредиторів.

### Навчання
Не існує точної інформації щодо перших років навчання Мігеля де Сервантеса. Скоріше за все, він мав навчатися у Вальядоліді, Кордові або Севільї. Також можливо, що він навчався у закладі єзуїтів, вже в романі «Бесіда собак» він розповідає про єзуїтську школу, що здається алюзією на його роки навчання.
Жан Бабелон вважає, що він, безумовно, відвідував університети Алкали та Саламанки, беручи до уваги його описи мальовничого життя студентів. Інформація, яку він подає в своїх творах не дозволяє зробити висновок, що Сервантес навчався в університеті,як зазначає Жан Канаваджо. У 1566 році він переїхав до Мадрида. Він відвідує l’Estudio de la Villa. Закладом керував професор граматики Хуан Лопес де Хойос7, який опублікував у 1569 р. книгу про хворобу та смерть королеви Елізавети де Валуа, третьої дружини короля Філіпа II. Лопес де Хойос включає в цю книгу три вірші Сервантеса, "нашого дорогого і коханого учня", які є його першими пробами пера: молодий чоловік написав ці вірші на честь померлої королеви. Саме в цей час Сервантес відкрив для себе театр, відвідуючи виступи Лопе де Руда та Бартоломе Торреса Нахарро, твори яких грали в містах та селах мандрівні актори. Він обожнював світ театру, і його знаменитий гідальго заявляє у другій частині шедевра "Дон Кіхот з Ламанчі": "У нього були очі лише для спектаклю".

### Подорож до Італії та Лепантська битва

### Алжирський полон
Під час свого повернення з Неаполя до Іспанії на борту галери Сонце (ісп. Sol) османська флотилія під командуванням Арнаута Мамі взяла у полон Мігеля і його брата Родріго. Це сталося 26 вересня 1575 року. Їх захопили біля мису Кап-де-Креус, що поруч з селищем Кадакес, або містечка Росас чи Паламос, на узбережжі, яке зараз називають Коста-Брава, і відправили до міста Алжира. Сервантеса став рабом грецького ренегата Далі Мамі. Той факт, що у Сервантеса знайшли рекомендаційні листи від Хуана Австрійського і герцога Сесси, дав підстави полонителям Сервантеса вважати, що він є дуже важливою персоною, і вони могли вимагати за нього хороший викуп. Тож вони встановили за свободу Сервантеса ціну в п'ятсот золотих ескудо.
Під час п'яти років ув'язнення Сервантес, чоловік сильний духом та із сильною мотивацією, намагався втекти чотири рази. Щоб уникнути покарання своїх товаришів по втечі, він брав відповідальність за все, що робив проти своїх ворогів і надавав перевагу тортурам над зрадою. Дякуючи офіційній інформації та книзі ченця Дієго де Аедо «Топографія та загальна історія міста Алжира», ми володіємо важливими знаннями про полоненого. Ці події з його життя доповнюються його комедіями «Алжирські угоди», «Алжирські курорти» і розповіддю про Полоненого, яка входить до першої частини Дон Кіхота, між 39 і 41 розділами. Без сумніву, з плином часу стало відомо, що твір, опублікований ченцем Дієго де Аедо, був написаний не ним. Еміліо Сола вважає, що автором цього твору був Антоніо де Соса, товариш по полону Мігеля де Сервантеса. Данієль Айзенберг припустив, що автором твору не є Еміліо Соса, який не був письменником, а твір написаний великим алжирським полоненим, з творами якого твір Аедо показує надзвичайну подібність.
Перша спроба втечі не вдалася тому, що мавр, який мав вести його разом із товаришем по біді до іспанського Орана, зрадив їх у перший день. В'язні були змушені повернутися до Алжира, де їх забили у кайдани. Тим часом, мати Сервантеса домоглася зустрічі із великою кількістю високопоставлених осіб з надією викупити своїх дітей. У 1577 році підписали угоди, але суми не вистачало, щоб викупити обох. Мігель віддав перевагу тому, щоб на волю випустили його брата Родріго, який повернувся до Іспанії. У Родріго був план, створений його братом, направлений на визволення Мігеля та його чотирнадцяти або п'ятнадцяти товаришів. Сервантес зустрівся з іншими в'язнями у секретній печері, чекаючи на іспанську галеру, яка мала їх забрати. Галера дійсно прийшла і двічі пробувала наблизитися до берега, але була захоплена. Християни, що знаходилися в печері, також були знайдені, завдяки зраднику, який отримав прізвисько Позолотник (ісп. el Dorador). Сервантес оголосив, що є єдиним організатором цієї спроби втечі. Бей (турецький губернатор) Алжиру, Азан Баха, ув'язнив його в своїй резиденції, забивши в кайдани, де Сервантес провів п'ять місяців.
Третю спробу Сервантес запланував, сподіваючись втекти сухопутним шляхом до Орана. Він послав туди вірного мавра з листом для Мартіна де Кордоби, в якому пояснював план і просив провідників. На жаль, посланець був ув'язнений і листи знайшли. З листів було видно, що вони належать Мігелю де Сервантесу, який усе і спланував. Його засудили до двох тисяч ударів палицею. Цей вирок не було виконано, тому що багато хто за нього поклопотався.
Остання спроба втечі відбулася завдяки гарній сумі грошей, яку Сервантесові дав один валенсійський купець, що знаходився в Алжирі. Сервантес придбав судно, здатне транспортувати шістдесят полонених християн. Перед тим, як усе мало реалізуватися, один із тих, хто мав би бути звільненим, екс-домініканець доктор Хуан Бланко де Пас, розповів увесь план Азанові Баха. В нагороду зрадник отримав щит і глечик масла. Азан Баха перемістив Сервантеса у свій власний палац на жорсткіших умовах ув'язнення. Потім він вирішив відвезти його до Константинополя, де втеча навряд чи могла б здійснитися. Сервантес знову узяв на себе всю відповідальність.
У травні 1580 року до Алжира приїхали отці-тринітрарії (цей орден займався угодами щодо визволення полонених), брат Антоніо де ла Белья і брат Хуан Хіль. Брат Антоніо вирушив з експедицією визволених. Брат Хуан Хіль, у якого було лише триста ескудо, намагався визволити Сервантеса, за якого вимагали п'ятсот. Чернець почав збирати у християнських купців суму, якої не вистачало. Чернець здобув її, коли Сервантес, зв'язаний «двома ланцюгами і цвіркуном», вже знаходився на галерах, які Азан Баха направляв до Константинополя. Дякуючи 500 ескудо, Сервантеса визволили 19 вересня 1580 року. 24 жовтня він повернувся до Іспанії з іншими визволеними. Він приїхав до міста Денія, звідки переїхав до Валенсії. У листопаді-грудні Сервантес повернувся зі своєю родиною до Мадрида.

### Повернення до Іспанії
У травні 1581 року Сервантес переїхав до Португалії, де в той час знаходився двір Філіпа II, з метою знайти щось, з чим переробити своє життя і заплатити борги, які отримала його сім'я з метою викупу Сервантеса з Алжира. Йому довірили таємне завдання в Орані, через те, що він мав багато знань про культуру і звичаї північної Африки. За цю роботу він отримав 50 ескудо. Сервантес повернувся до Лісабона, а наприкінці року — до Мадриду.
Письменник помер у 1616 році у злиднях. За кілька днів до смерті 69-річний Мігель де Сервантес постригся у монахи. Похований був у церкві.

## Літературна діяльність

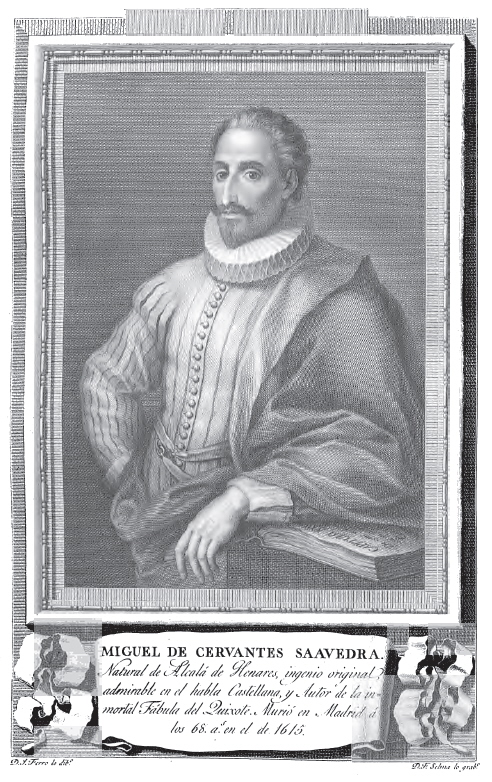
Мігель де Сервантес (Retratos de Españoles Ilustres, 1791).

Літературна діяльність Мігеля почалася доволі пізно, коли йому було 38 років. Після першої новели «Галатея» (1585 рік) він написав чимало драматичних творів, які користувалися невеликим успіхом.
Тож заради насущного хліба майбутній автор «Дон Кіхота» змушений поступити на інтендантську службу; йому доручають закуповувати провіант для «Непереможної Армади». Та ці обов'язки приносять йому самі невдачі, він навіть потрапляє під суд і якийсь час сидить у в'язниці.
Проте він не припиняє своєї письменницької діяльності, спершу нічого не друкуючи. Особисті поневіряння фактично стають матеріалом для його майбутньої письменницької праці.
З 1598 до 1603 року немає майже жодних звісток про життя Сервантеса. У 1603 році він з'являється в Вальядоліді, де займається дрібними приватними справами, що дають йому убогий заробіток, а в 1604 році виходить в світ перша частина роману «Хитромудрий ідальго Дон Кіхот Ламанчський», що мала величезний успіх в Іспанії (за кілька тижнів розійшлося перше видання і в тому ж році чотири наступних) і за кордоном (переклади багатьма мовами). Проте матеріальне становище автора не змінилося, лише посилилося вороже ставлення до нього, що виразилося в глузуваннях, наклепах, переслідуваннях.
Від цього часу й до самої смерті літературна діяльність Сервантеса не припинялася: в проміжку між 1604 і 1616 роками з'явилися друга частина «Дон Кіхота», всі новели, багато драматичних творів, поема «Подорож на Парнас» і роман «Мандри Персілеса і Сигізмунди», що був надрукований уже після смерті автора.
Майже на смертному одрі Сервантес не переставав працювати; за кілька днів до смерті він постригся в ченці. 22 квітня 1616 року він помер від набряку-набухання головного мозку (за іншою версією, від цукрового діабету).

### Дон Кіхот з Ламанчі
"El Ingenioso Idalgo Don Quijote de la Mancha" ("Хитромудрий гідальго Дон Кіхот з Ламанчі") — найвідоміший з творів Сервантеса. Перша частина була опублікована в Мадриді Хуаном де ла Куеста в 1605 році. Той самий видавець надрукував другу частину у 1615 році. У своєму романі Сервантес розповідає про пригоди бідного гідальго Алонсо Кихтя, що живе в Ламанчі, він одержимий лицарськими книгами. У той час як епоха лицарів давно минула, він вирішив стати мандрівним лицарем Дон Кіхотом і подорожувати Іспанією, щоб боротися зі злом і захищати пригноблених. Він зустрічає багатьох істот, які стають знаменитими, Санчо Пансу, наївного селянина, який стає зброєношею; Росинанта свого худого коня, Дульсінею Тобоську обраницю свого серця, якій Дон Кіхот клянеться в любові та вірності. Заїжджі двори стають замками, селянки принцесами, а вітряки гігантами. І головний герой, і його слуга протягом розповіді зазнають складних змін та перетворень. Пародіюючи такий занепалий жанр як лицарські романи, Сервантес створив інший надзвичайно стійкий жанр — поліфонічний роман. В цьому жанрі різні точки зору взаємодіючи із вимислом накладаються одна на одну допоки не змішуються складним способом із самою реальністю. У той час епічна поезія могла також писатися прозою. Після прецеденту Лопе де Вега в театрі, мало шануючи класичні моделі Сервантес вписав свій твір в реалізм, анонсований тривалою іспанською літературною традицією, яка розпочалася із Ель Кантар дель Міо Сід, щоб піти до того, що дехто оцінює як "магічний реалізм". Починаючи із цієї епохи роман прив'язаний до реальності, і дає трохи відпочити уяві читачів і автора:
"Щасливе, тричі щасливе століття в якому безстрашний лицар Дон Кіхот з Ламанчі прийшов у світ, вигукує оповідач, тому що [...] в ці часи такі бідні на розваги нам пропонується задоволення від слухання не тільки його красивої і правдивої історії, а і оповідей і новел, які вона вміщує." - Мігель де Сервантес " Дон Кіхот із Ламанчі"
З безсумнівним творчим генієм він відкрив нові шляхи від відомих земель, які тоді здавались тупиками. Він вийшов за рамки італійської новели, короткої історії, щоб створити перший сучасний роман, вплив та слава якого затьмарили решту творчості письменника.Борхес розглядає "Дон Кіхота" як "останню лицарську книгу та першу психологічну новелу західної літератури".
Сервантес популяризував цей стиль в Європі, де у нього було більше учнів, ніж в Іспанії.Весь реалістичний роман був відмічений цим шедевром, який служив моделлю для подальшої європейської літератури. Вплив Сервантеса, зокрема "Дон Кіхота", у світовій літературі такий, що іспанську мову часто називають "мовою Сервантеса".

## Увічнення пам'яті
У XX столітті уряди Іспанії різних політичних напрямків були заклопотані підвищенням міжнародного престижу власної держави. На черзі практичних кроків стало створення музеїв Сервантеса та монументів героям його роману «Дон Кіхот» в місцях, згаданих в книзі.
Сервантес ніколи не був багатою людиною. Після викупу з арабського полону він роками повертав гроші, витрачені за його звільнення. Музей письменника в одному з міст вразив своєю бідністю навіть диктатора Франсіско Франко в XX столітті і диктатор розпорядився зробити музей Сервантеса — багатим. Бо непрестижно було мати уславленого національного письменника бідним.

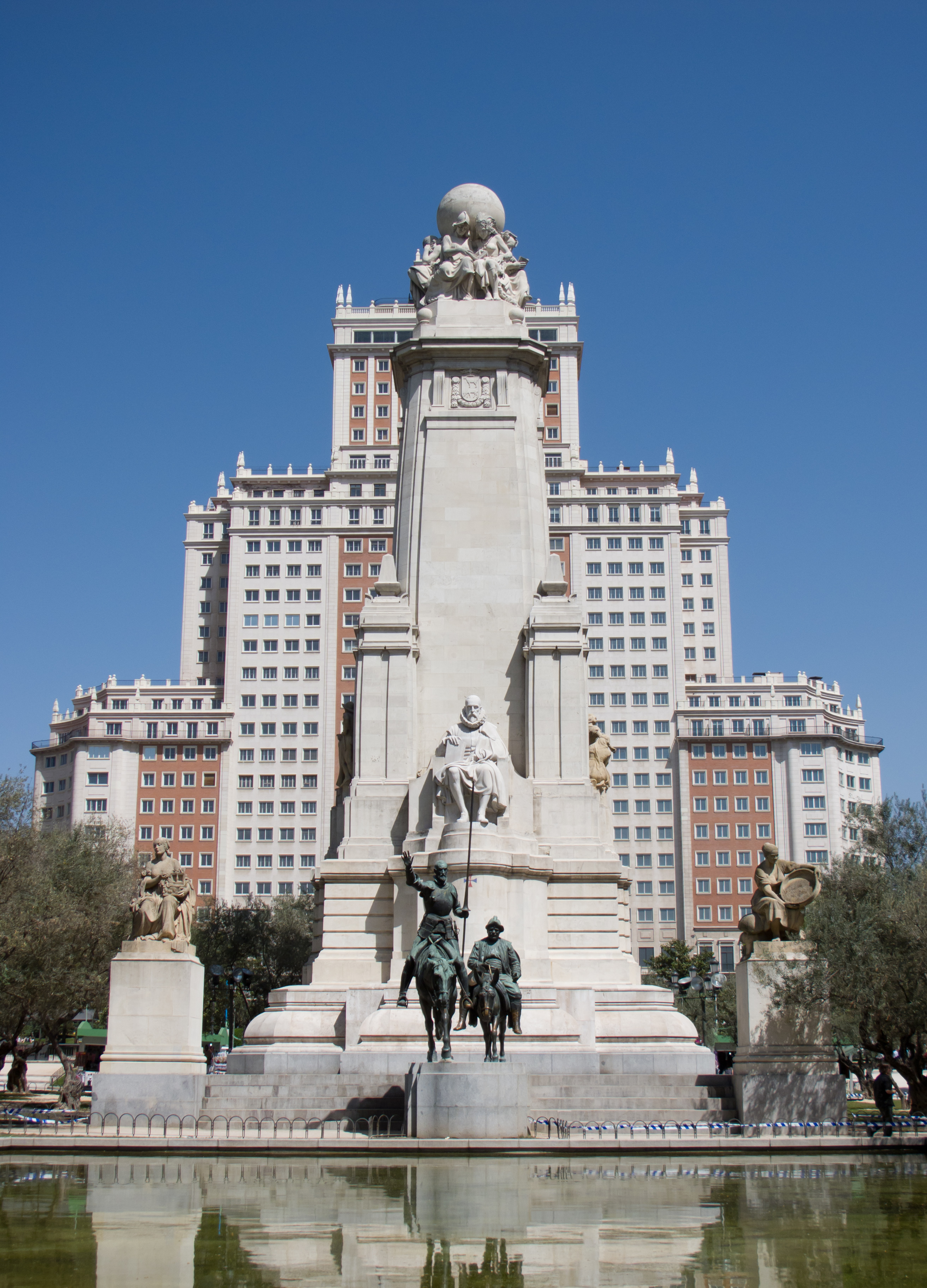
Монумент Сервантесу на тлі хмарочосу «Іспанія», Мадрид

Наприкінці XX століття після угод між Мадридом та Москвою домовилися про обмін скульптурами відомих літераторів. Московська міська рада передала Мадриду скульптуру поета Олександра Пушкіна. Муніципалітет Мадриду у 1983 році передав у Москву скульптуру Сервантеса. Це авторська копія монументу письменника в іспанській столиці, створена ще у 1835 році скульптором Антоніо Сола. Представник стилю класицизм, Сола теж створив з незаможного Сарвантеса елегантного і цілком безтурботного ідальго.
Велетенських розмірів, пафосний монумент Сервантесу встановили також на площі де ла Плаза де Еспанья в Мадриді (скульптор Лоренцо Валера). А надзвичайна висотність монументу письменника підтримана сусідніми хмарочосами площі.
На честь письменника назвали один з астероїдів головного поясу — «79144 Сервантес», відкритий 2 лютого 1992 року.
Також ім'я Сервантеса носить один з кратерів Меркурія. Колись цим іменем називали і місячний кратер, нині відомий як Wyld J. А двоє з кратерів, розташованих на астероїді 433 Ерос, носять імена літературних героїв Мігеля де Сервантеса — «Дон Кіхот» та «Дульсінея».
Окрім того іменем письменника названо цілу низку інституцій:
- Інститут Сервантеса (заснований 1991 року) — філії інституту по всьому світі є іспанськими культурними центрами, що сприяють вивченню іспанської мови і культури;
- Європейський університет імені Сервантеса (Вальядолід);
- Університет Мігеля де Сервантеса (Сантьяго-де-Чилі);
- «Acción Cultural Miguel de Cervantes» (Барселона);
- Віртуальна бібліотека Мігеля де Сервантеса (ісп. Biblioteca Virtual Miguel de Cervantes);
- Кінотеатр імені Сервантеса в Севільї (Cine Cervantes de Sevilla);
- Іменем Сервантеса названо 14 театрів у 5 країнах світу.
- У Києві діє Ліцей №176 імені Мігеля де Сервантеса.
- У місті Краматорськ є вулиця Сервантеса.

Іменем Сервантеса названа престижна літературна премія «Premio Miguel de Cervantes», заснована в 1976 році.

## Твори
- La Galatea (Галатея)
- El Ingenioso Hidalgo Don Quijote de la Mancha (1605): Перша частина роману Дон Кіхот.
- Novelas Ejemplares (1613): «Повчальні новели» збірка з 12 новел:
  - La Gitanilla (Циганка)
  - El Amante Liberal (Щедрий коханець)
  - Rinconete y Cortadillo (Рінконете і Кортадільйо)
  - La Española Inglesa (Англійська іспанка)
  - El Licenciado Vidriera (Ліценціат Відрієра)
  - La Fuerza de la Sangre (Сила крові)
  - El Celoso Extremeño (Ревнивець з Естремадури)
  - La Ilustre Fregona (Поважна покоївка)
  - Novela de las Dos Doncellas (Новела про двох дів)
  - Novela de la Señora Cornelia (Новела про пані Корнелію)
  - Novela del Casamiento Engañoso (Новела про виграшний шлюб)
  - El Coloquio de los Perros (Діалог собак)
- Segunda Parte del Ingenioso Hidalgo Don Quijote de la Mancha (1615): Друга частина роману Дон Кіхот.
- Los Trabajos de Persiles y Sigismunda (1617): Персилес і Сигізмунда.

### Драми
- El gallardo español (Темпераментний іспанець), комедія
- La casa de los zelos y selvas de Ardenia (Дім ревнощів та ліси Арденії), комедія
- Los baños de Argel (В'язниці Алжиру)
- El rufián dichoso (Щасливий сутенер)
- La gran sultana Doña Catalina de Oviedo (Велика султанша Катаріна де Овієдо)
- El laberinto de amor (Лабіринт кохання)
- La entretenida (Розгнуздана діва)
- Pedro de Urdemalas (Педро Не-роблю-злого), комедія у віршах на 3 акти
- El juez de los divorcios (Суддя розлучень)
- El rufián viudo, llamado Trampagos (Овдовілий злодій)
- La elección de los alcaldes de Daganzo (Вибори алькальда Дагансо)
- La guarda cuydadosa (Пильний вартовий)
- El vizcayno fingido (Фальшивий біскаєць)
- El retablo de las maravillas (Вівтар чудес)
- La cueva de Salamanca (Саламанська печера), драматична інтермедія
- El viejo zeloso (Ревнивий старий)

## Переклади українською

Українське видання Дон Кіхота в перекладі Миколи Лукаша й Анатоля Перепаді, 1995

### Історія перекладів
1910-1920-их роках над перекладом всього «Дон Кіхота» довгий час працював український письменник Володимир Самійленко (1864-1925), проте його рукопис було втрачено (про цю втрату є згадка в сонеті Миколи Зерова «Самійленко»).
Перший український переклад, чи, точніше, скорочений віршований переспів першої частини «Дон Кіхота» Сервантеса зробив Іван Франко. Цей переклад вперше було опубліковано в 1891 році у Львові у журналі «Дзвінок», 1891, № 2–7, 9, 11–23. Наступного року, у 1892, цей же текст без змін видано окремою книжкою з передмовою "Мігуель Сервантес і його «Дон-Кіхот». Друге виправлене та доповнене видання поеми «Пригоди Дон-Кіхота» вийшло 1899 році у Львові, а третє, також поправлене, — у 1913 році. Пізніше цей Франковий скорочений віршований переклад «Дон Кіхота» кілька разів перевидавався, зокрема у 1941 році він увійшов до 12-го тому 25-томника праць Франка, а у 2013 році його знову видали окремим виданням.
У 1924 та 1925 двома книгами у львівському часописі «Молода Україна» виходить скорочена переповідка твору для молоді зроблена Антіном Лотоцьким під назвою «Високодумний лицар Дон Кіхот із Манчі» у серії "Бібліотека «Молодої України». Згодом у 1927 це й же переклад Лотоцького друкувався у львівському часописі «Літературно-науковий Вісник» (кн. 2 т. за 1927 рік).
У 1927 році з'явився скорочений український переклад «Дон Кіхота» Миколи Іванова, що неодноразово перевидавався у різних видавництвах, зокрема у 1935, 1936, 2007, 2010, 2011 та 2018 роках. Переклад не ідеальний, бо по-перше він скорочений, а по друге як зазначав Микола Лукаш «переклад Миколи Іванова […] дуже залежить від російських версій [перекладу Дон Кіхота]».
У 1955 році був опублікований скорочений український переклад Дон Кіхота у виконанні Василя Козаченка та Євгена Кротевича, але вадою цього перекладу була його вторинність, адже перекладачі його перекладали не з іспанського оригіналу, а з російського скороченого перекладу Нікалая Любімова. За свідченням українського літературного критика Григорія Кочура, «навіть прислів'я і приказки, якими так охоче сипле в романі Санчо Панса, були скальковані з російської» й єдиним вартісним що було у цьому перекладі були «хіба що поетичні вставки, які переклав [з іспаномовного оригіналу] Микола Лукаш». Цей переклад-з-перекладу нищівно критикували також українські перекладачі, включно з Миколою Лукашем, який у своїй доповіді на Республіканській нараді перекладачів у Києві 1956 року нарікав найбільше саме на український переклад «Дон-Кіхота» Козаченка та Кротевича, що підтверджується великим листом-відповіддю Лукашу написаного опісля Козаченком та Кротевича. На цій же Республіканській нараді перекладачів у Києві 1956 року головуючий на засіданні Леонід Новиченко підсумував критику цього перекладу тезою, що "На такий переклад треба видумувати статтю карного кодексу. Це страшна компроментація української літератури, української мови, а вже не кажу про престиж цих авторів, хоча один з них мій друг, але він дорівнює зараз нулю. Це несусвітна халтура. Я не думаю, що перекладач може себе поважати, коли зробив блюзнірство з класики і української мови, а потім буде скаржитися, що Книгторг з деякими побоюваннями підходить до розповсюдження літератури, виданої українською мовою. Хто буде читати такий переклад? Треба буде звернутися до органів юстиції для запобігання таких перекладів." Пізніше у 1957 році у літературно-перекладацькій збірці Питання Перекладу (Київ: Держлітвидав УРСР, 1957), посилаючись на доповідь Лукаша на Республіканській нараді перекладачів у Києві 1956 року, Марія Пригара назвала переклад Дон Кіхота виконаний Кротевичем/Козаченком "ганебним ляпсусом". Зауважте, що у багатьох українських літературознавчо-перекладацьких працях помилково вказано що переклад 1955 року Козаченка/Кротевича став першим повним україномовним перекладом Дон Кіхота (див. наприклад Лада Коломієць Український художній переклад та перекладачі 1920-30-х років (Вінниця: Нова книга, 2015) та насправді цей переклад-з-перекладу був скороченим варіантом роману, оскільки першоджерело-переклад російською Нікалая Любімова було скороченим варіантом роману.
У 2011 з'явився скорочений український переклад «Дон Кіхота» Богдана Лета у видавництві KM-Books, що неодноразово перевидавався у цьому ж видавництві, зокрема у 2012 та 2019 роках.
Повний український переклад з оригіналу мав на меті здійснити видатний український перекладач Микола Лукаш, проте за життя не встиг довершити другий том роману. Згодом неперекладені Лукашем частини другого тому роману допереклав спочатку Анатоль Перепадя у 1995 році (цей переклад Лукаша зі вставками перекладу Перепаді у другому томі був виданий у 1995 та 2005 роках у київському видавництві Дніпро та у 2008 році у харківському видавництві Фоліо), а пізніше у 2017 році їх заново допереклав Євген Тарнавський (цей переклад Лукаша зі вставками перекладу Тарнавського у другому томі був виданий у 2017 та 2019 роках у харківському видавництві Фоліо), оскільки як відомо після смерті Перепаді у 2008 році його родичі-правовласники своїми вимогами про захмарні гонорари фактично заблокували перевидання всіх україномовних перекладів Перепаді.

### Список українських видань
Скорочені переклади
Переклад Івана Франка:
- Мігель де Сервантес. Пригоди Дон Кіхота. З іспанської повісти переробив: Мирон (псевдонім Івана Франка). Львів. 1892. 117 стор.
  - (нове доповнене видання) Мігель де Сервантес. Пригоди Дон Кіхота. З іспанської переробив: Іван Франко. Львів: З друкарні Наукового Товариства імени Шевченка. 1899. (видання 2, поправлене і доповнене). 151 стор. (переглянути у е-бібліотеці Чтиво [Архівовано 18 жовтня 2016 у Wayback Machine.])
  - (нове доповнене видання) Мігель де Сервантес. Пригоди Дон Кіхота. З іспанської переробив: Іван Франко. Львів: Накладом Українсько-руської видавничої спілки. 1913. (видання 3, поправлене). 151 стор. (jpeg libr.dp.ua [Архівовано 19 липня 2020 у Wayback Machine.] та jpeg elib.nlu.org.ua [Архівовано 17 липня 2020 у Wayback Machine.])

Переклад Антіна Лотоцького
- Мігель Сервантес. Високодумний лицар Дон Кіхот із Манчі (у 2 книгах), книга 1. З іспанської переповів для молодіжі: Антін Лотоцький. 1924. Львів: Молода Україна. 188 стор. (серія "Бібліотека «Молодої України»), Том 4)
- Мігель Сервантес. Високодумний лицар Дон Кіхот із Манчі (у 2 книгах), книга 2. З іспанської переповів для молодіжі: Антін Лотоцький. 1925. Львів: Молода Україна. 335 стор. (серія "Бібліотека «Молодої України»), Том 6)

Переклад Миколи Іванова:
- Мігель де Сервантес. Вигадливий ідальго Дон Кіхот з Ламатча. З іспанської переклав і скоротив: Микола Іванов. Харків: Державне видавництво України. 1927. 365 стор. (пізніше перевидання: Харків: Дитвидав, 1935; Харків/Одеса: Дитвидав, 1936)
  - (перевидання) Мігель де Сервантес. «Дон Кіхот». З іспанської переклав і скоротив: Микола Іванов; малюнки: Густав Доре. Київ: Школа, 2007. 464 стор. («Бібліотека шкільної класики»). ISBN 966-661-636-X («Школа»). — ISBN 966-339-485-4 (Національний книжковий проект)
  - (перевидання) Мігель де Сервантес. «Дон Кіхот». З іспанської переклав і скоротив: Микола Іванов. Київ: Національний книжковий проект, 2010. 464 стор. («Бібліотека шкільної класики. Обов'язкова програма 8 клас»). ISBN 978-617-592-131-9 (перевидання у 2011 з тим же ISBN)
  - (перевидання) Мігель де Сервантес. «Вигадливий ідальго Дон Кіхот Ламанчський». З іспанської переклав і скоротив: Микола Іванов; малюнки: Густав Доре. Київ: Веселка; Тернопіль: НК-Богдан, 2010. 351 стор. мал. (Бібліотека світової літератури для дітей у 100 томах «Світовид». Серія перша. Від давнини до Нового часу). ISBN 978-966-01-0402-0 («Веселка»), ISBN 978-966-10-1726-8 («НК-Богдан»)
  - (перевидання) Мігель де Сервантес. «Дон Кіхот». З іспанської переклав і скоротив: Микола Іванов. Київ: Знання, 2018. 352 стор. («Класна література»). ISBN 978-617-07-0632-4

Переклад Василя Козаченка та Євгена Кротевича
- Мігель де Сервантес Сааведра. Дон Кіхот. Скорочений переклад з російської:[21] Василь Казаченко та Євген Кротевич (вірші в перекладі з іспанської Миколи Лукаша). Київ: Молодь. 1955. 561 стор.

Переклад Богдана Лети:
- Мігель де Сервантес. Вигадливий ідальго Дон Кіхот Ламанчський. Скорочений переклад з іспанської: Богдан Лета; ілюстрації: Олена Чичик. Київ: Країна Мрій, 2011. 269 стор. мал. (Всеволод Нестайко радить прочитати). ISBN 978-617-538-077-2 (перевидання з тим же ISBN у 2012, та з ISBN 978-966-948-279-2 у 2019)

Повні переклади
Переклад Миколи Лукаша та Анатоля Перепаді
- Мігель де Сервантес Сааведра. Премудрий Гідальго Дон Кіхот з Ламанчі. Переклад з іспанської: Микола Лукаш (Анатоль Перепадя переклав окремі розділи). Київ: Дніпро. 1995. 702 стор. ISBN 9785308008903
  - (перевидання) Мігель де Сервантес Сааведра. Премудрий Гідальго Дон Кіхот з Ламанчі. Переклад з іспанської: Микола Лукаш (Анатоль Перепадя переклав окремі розділи). Київ: Дніпро. 2005. 704 стор. (Бібліотека світової літератури). ISBN 966-578-180-4
  - (перевидання) Мігель де Сервантес Сааведра. Премудрий Гідальго Дон Кіхот з Ламанчі (у 2-ох частинах). Харків: Фоліо, Київ: Інститут літератури ім. Т. Г. Шевченка НАН України. 2008. (Бібліотека світової літератури).
    - Мігель де Сервантес Сааведра. Премудрий Гідальго Дон Кіхот з Ламанчі (у 2-ох частинах, частина 1). Переклад з іспанської: Микола Лукаш; передмова: Григорій Кочур. Харків: Фоліо, Київ: Інститут літератури ім. Т. Г. Шевченка НАН України. 2008. 479 стор. (Бібліотека світової літератури). ISBN 978-966-03-4148-7
    - Мігель де Сервантес Сааведра. Премудрий Гідальго Дон Кіхот з Ламанчі (у 2-ох частинах, частина 2). Переклад з іспанської: Микола Лукаш (Анатоль Перепадя переклав розділи XXI—XXXV, LXI—LXXIV); передмова: Григорій Кочур. Харків: Фоліо, Київ: Інститут літератури ім. Т. Г. Шевченка НАН України. 2008. 478 стор. (Бібліотека світової літератури). ISBN 978-966-03-4149-4

Переклад Миколи Лукаша та Євгена Тарнавського
- Мігель де Сервантес Сааведра. Премудрий Гідальго Дон Кіхот з Ламанчі (у 2-ох частинах). Харків: Фоліо. 2017. (Бібліотека світової літератури).
  - Мігель де Сервантес Сааведра. Премудрий Гідальго Дон Кіхот з Ламанчі (у 2-ох частинах, частина 1). Переклад з іспанської: Микола Лукаш. Харків: Фоліо. 2017. 512 стор. ISBN 978-966-03-7735-6
    - (перевидання) Мігель де Сервантес Сааведра. Премудрий Гідальго Дон Кіхот з Ламанчі (у 2-ох частинах, частина 1). Переклад з іспанської: Микола Лукаш. Харків: Фоліо. 2019. 512 стор. ISBN 978-966-03-7732-5

  - Мігель де Сервантес Сааведра. Премудрий Гідальго Дон Кіхот з Ламанчі (у 2-ох частинах, частина 2). Переклад з іспанської: Микола Лукаш (Євген Тарнавський переклав розділи XXI—XXXV, LXI—LXXIV). Харків: Фоліо. 2017. 512 стор. ISBN 978-966-03-7738-7
    - (перевидання) Мігель де Сервантес Сааведра. Премудрий Гідальго Дон Кіхот з Ламанчі (у 2-ох частинах, частина 2). Переклад з іспанської: Микола Лукаш (Євген Тарнавський переклав розділи XXI—XXXV, LXI—LXXIV). Харків: Фоліо. 2019. 512 стор. ISBN 978-966-03-7733-2